# بادنجان شکم پر
بادمجان شکم پر یک غذای معمول در بسیاری از کشورها حوزه مدیترانه و خاورمیانه است.

## انواع

### در ارمنستان
در ارمنستان و آشپزی ارمنی، بادمجان شکم‌پر به عنوان lts’onats smbuk یا smbukov dolma (ارمنی: լցոնած սմբուկ; սմբուկով դոլմա) شناخته می‌شود و به‌طور سنتی با بادمجان‌های توخالی تهیه می‌شود که با برنج، گوشت، سبزیجات (ترخون، نعناع، جعفری، گشنیز), پیاز، کشمش، گردو یا پسته و به‌طور اختیاری کشمش پر می‌شود. در حالی که در دستورپخت دیگر مواد پر کننده را با پیاز، سیر، گوجه‌فرنگی، دارچین، ادویه‌جات، زردچوبه، فلفل سیاه، زردآلو و دانه‌های انار آماده می‌کند. همچنین یک دستور ارمنی از این غذا وجود دارد که از پوست خشک و لایه خارجی بادمجان استفاده می‌کند. این غذا معمولاً با سس ترخون سرو می‌شود.

### در مصر
در مصر، بادمجان شکم‌پر دلمه به عنوان mahshi bedengan (که همچنین betengan تلفظ می‌شود، عربی مصری: محشي باذنجان‎) شناخته می‌شود. بادمجان‌های کوچک توخالی شده و با مخلوطی از برنج و سبزیجات معطر پر می‌شوند. این مواد معمولاً شامل برنج دانه کوتاه همراه با جعفری خرد شده، شوید، گشنیز، پیاز و گوجه‌فرنگی است که با ادویه‌جاتی مانند زیره، گشنیز، نمک و فلفل سیاه طعم‌دار می‌شود.
پس از پر کردن، بادمجان‌ها به صورت عمودی در یک قابلمه چیده می‌شوند، با سس پایه گوجه‌فرنگی پوشانده می‌شوند و تا نرم شدن به آرامی پخته می‌شوند. این روش اجازه می‌دهد تا طعم‌ها با هم ترکیب شوند و در نتیجه یک غذای خوشمزه و معطر به دست آید. Mahshi bedengan معمولاً به عنوان بخشی از یک وعده غذایی بزرگ‌تر سرو می‌شود و با سایر سبزیجات شکم‌پر مانند کدو و فلفل دلمه‌ای همراه است.

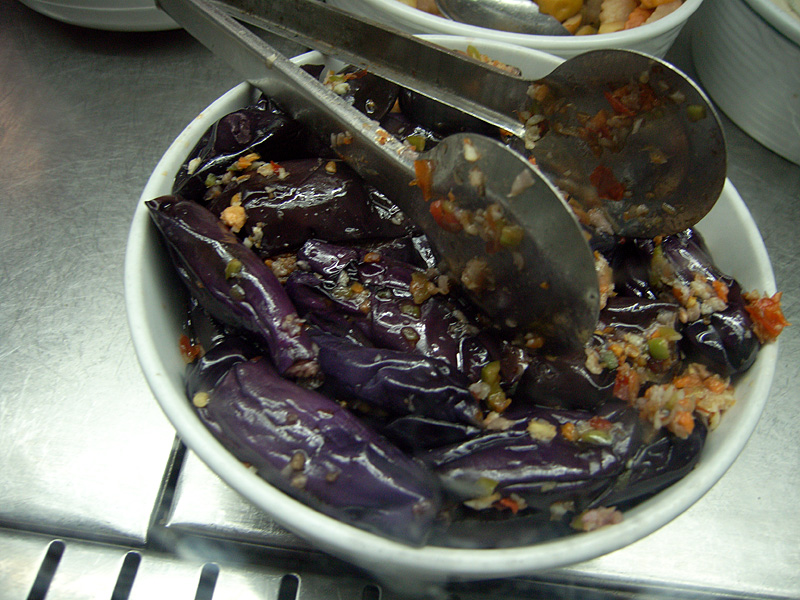
بادمجان مخلل از مصر

Bedengan mekhalel (باذنجان مخلل) یک ترشی بادمجان است که به‌طور سنتی در مصر همراه با انواع غذاهای اصلی خورده می‌شود. برای این غذا معمولاً از بادمجان‌های کوچک استفاده می‌شود که ابتدا آب‌پز شده تا حدی نرم شوند و سپس با مخلوطی از سیر خرد شده، فلفل تند، گشنیز و ادویه‌هایی مانند زیره و نمک پر می‌شوند. پس از پر کردن، بادمجان‌ها در یک شیشه چیده می‌شوند و در محلول در آب نمک سرکه و آبلیمو غوطه‌ور می‌شوند تا به تدریج طعم‌ها را جذب کنند.

### در ایتالیا

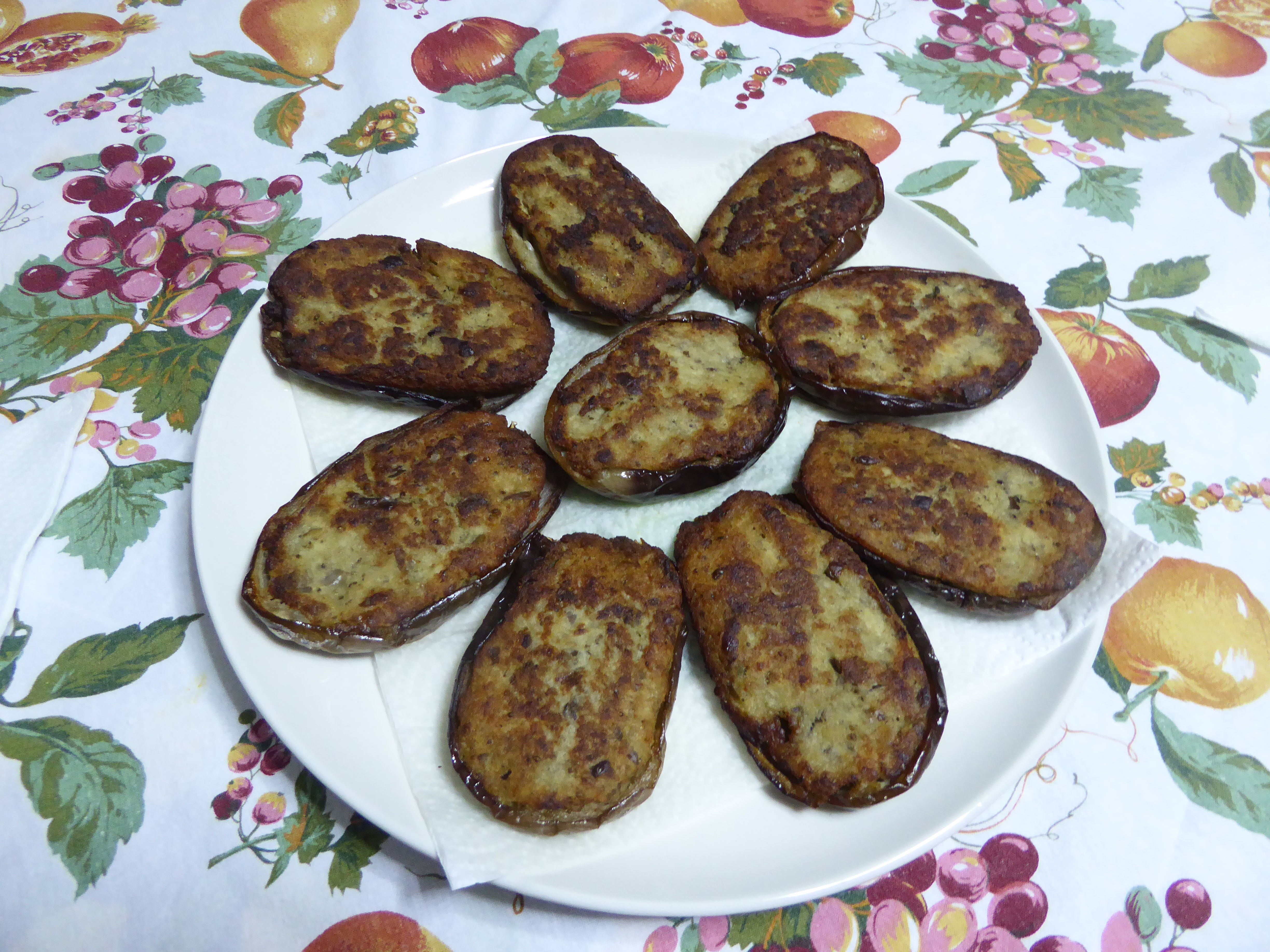
ملانزان ریپین از کالابریا

در ایتالیا، بادمجان شکم پر در فر پخته می‌شود و می‌تواند با پنیر موزارلا (در آشپزی رم) یا با گوشت چرخ‌کرده (در سیسیل) پر شود.

### در ترکیه
بادمجان‌ها با گوشت (بره) و برنج یا سایر سبزیجات پر می‌شوند. مواد تشکیل‌دهنده شامل بادمجان، گوشت چرخ‌کرده، برنج، پیاز، رب گوجه‌فرنگی، گوجه‌فرنگی، جعفری، نعناع، نمک، فلفل سیاه و روغن آفتابگردان است. مواد اختیاری شامل سماق، آبلیمو، فلفل شیرین، دارچین، دانه کاج، بادام، گردو، نعناع و روغن زیتون است که ممکن است برای طعم بهتر اضافه شوند. در ترکیه، دو غذای معروف بادمجان شکم‌پر ، کارنی‌یاریک و ایمام بایلدی هستند.